# The Spirit of the Hawk
The Spirit of the Hawk è un singolo del gruppo musicale svedese Rednex del 2000. Il brano cita il noto monologo che Capo Giuseppe fece nel 1877 prima di arrendersi ai bianchi e venire arrestato. The Spirit of the Hawk si piazzò alla posizione numero uno delle classifiche austriaca e tedesca ed entrò nella top 10 in Svizzera e Svezia.

## Formazione
- Geoff Oldham – voce
- Axel Breitung – composizione
- F.A.F. – produzione, missaggio

## Cover
I tedeschi Banaroo fecero una cover di The Spirit of the Hawk, pubblicata nel loro album del 2013 Bubblegum World.